# Droga krajowa SS27 (Włochy)
Droga krajowa SS27 (wł. Strada Statale 27 del Gran San Bernardo; fr. Route nationale 27 du Grand-Saint-Bernard) - droga krajowa w północnych Włoszech w regionie Dolina Aosty. Trasa jest jedną z najważniejszych włoskich dróg krajowych - prowadzi do tunelu pod Wielką Przełęczą Świętego Bernarda i znacząco skraca drogę z północno-zachodnich Włoch do zachodniej Szwajcarii. Drogą biegnie międzynarodowy szlak komunikacyjny E27. Końcowy odcinek - tuż przed granicą - jest dwujezdniową drogą o parametrach autostrady - przejazd tym fragmentem oraz tunelem pod Wielką Przełęczą Świętego Bernarda jest płatny.